# José Manuel Hernández Chávez
José Manuel Hernández Chávez (Tucaní, Estado Mérida, Venezuela; 2 de agosto de 1996) también conocido como Tucaní es un futbolista venezolano que juega como delantero en el Caracas FC de la Primera División de Venezuela.

### Trujillanos
Comenzó su carrera profesional en el Trujillanos Fútbol Club con el cual debutó a la edad de 20 años el 16 de octubre de 2016 en el partido de la Primera División de Venezuela que culminó en derrota 3-0 del Trujillanos Fútbol Club ante Deportivo JBL Zulia, anotó su primer gol con el Trujillanos el 23 de octubre de 2016 en la Primera División de Venezuela apenas 7 días después de haber debutado con el club en la derrota 3-1 ante Estudiantes de Mérida.

## Monagas
Fue fichado por el Monagas Sport Club el 1 de febrero de 2019, como última incorporación del conjunto azulgrana para afrontar la Primera División de Venezuela 2019, la Copa Venezuela 2019 y trascender a nivel internacional en la Copa Sudamericana 2019, debutó el 3 de febrero del 2019 en el partido de Liga donde el Monagas derrotó 3-0 al Llaneros de Guanare, su primer gol llegaría quince días después, en la victoria del Monagas S. C. 2-0 ante Zamora F. C. anotando gol al minuto 37 donde disputó 56 minutos de juego.

## Copa Sudamericana 2019
En la Copa Sudamericana 2019, se consolidó como uno de los jugadores titulares del Monagas Sport Club en dicha competición, disputó 84 minutos en la derrota en condición de visitante 2-1 ante Royal Pari por la Ida de la Primera Ronda de la Copa Sudamericana 2019, por la vuelta de la primera ronda de la Copa Sudamericana, disputó los 90 minutos en la victoria del Monagas 2-1 al Royal Pari pero fue derrotado en la tanda de penales por 2-3, acabando así su participación en la Copa Sudamericana.

## Trayectoria

### Profesional
| Club                   | País      | Año              | Partidos | Goles |
| ---------------------- | --------- | ---------------- | -------- | ----- |
| Trujillanos FC         | Venezuela | 2016 - 2019      | 50       | 11    |
| Monagas SC             | Venezuela | 2019             | 37       | 10    |
| Trujillanos FC         | Venezuela | 2020             | 17       | 7     |
| Envigado F.C.          | Colombia  | 2021             | 34       | 6     |
| Independiente Medellín | Colombia  | 2022             | 24       | 0     |
| La Equidad             | Colombia  | 2023             | 13       | 2     |
| Deltras FC             | Indonesia | 2023             | 5        | 1     |
| Caracas FC             | Venezuela | 2024- Actualidad | 0        | 0     |